# Pierre Courcoulée (Les Ventes)

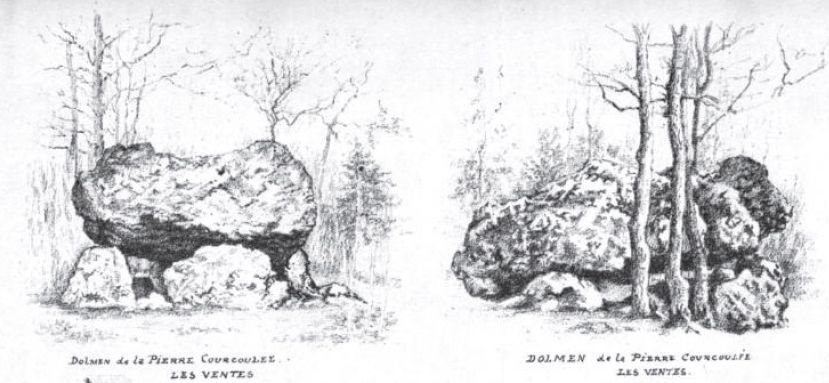
Pierre Courcoulée Zeichn. von Léon Coutil

Der Pierre Courcoulée liegt südlich des Weilers Les Ventes, bei Evreux im Département Eure in der Normandie in Frankreich. Dolmen ist in Frankreich der Oberbegriff für Megalithanlagen aller Art (siehe: Französische Nomenklatur).
Der Dolmen besteht aus einem riesigen Deckstein aus kieselartigem Puddingstein, der auf vier Stützen ruht. Der Deckstein misst etwa 4,0 × 2,5 Meter und ist gut über einem Meter dick. Die Tragsteine ragen 0,3 bis 0,5 m aus dem Boden.

## Siehe auch

Pierre Courcoulée
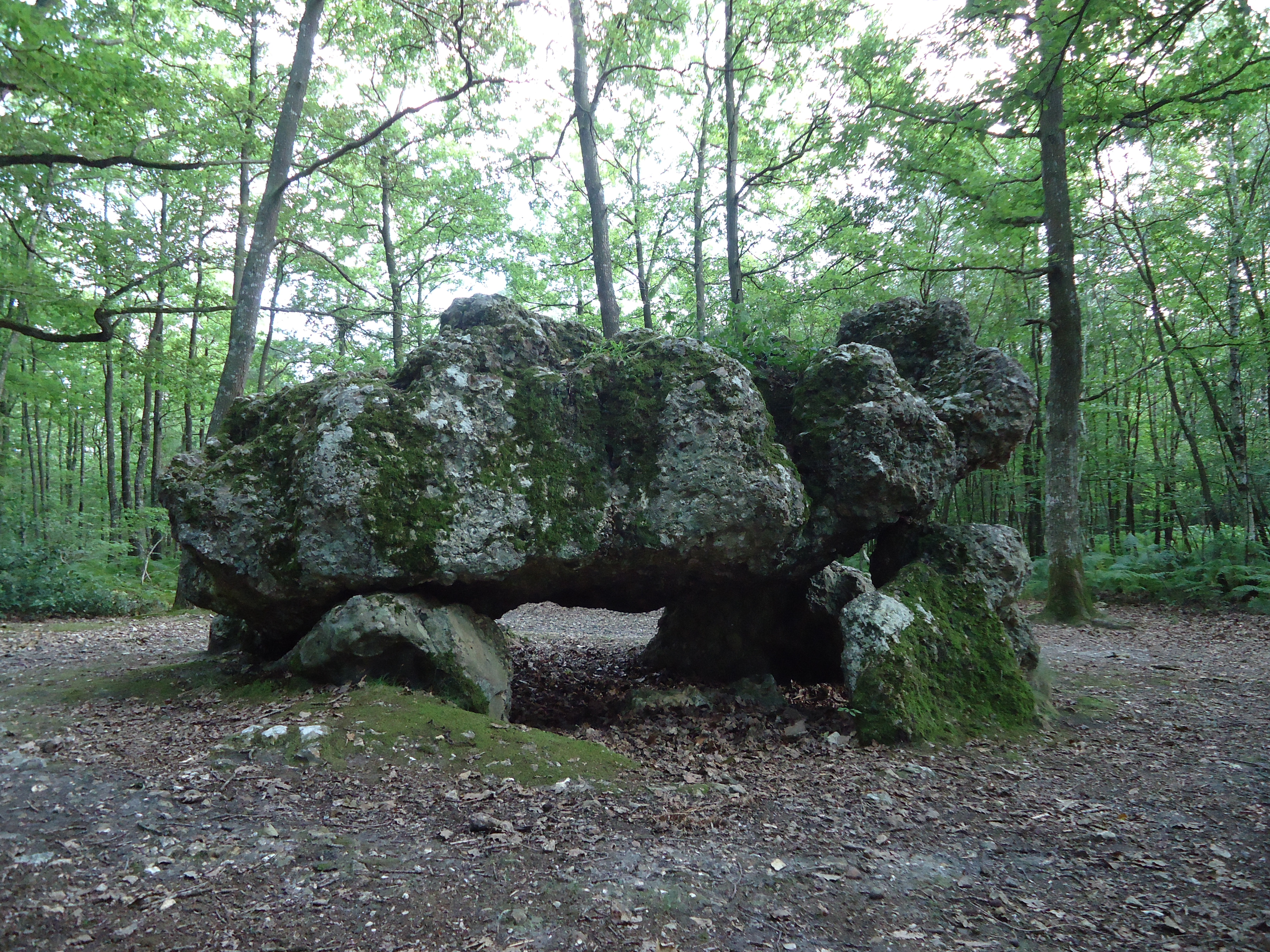
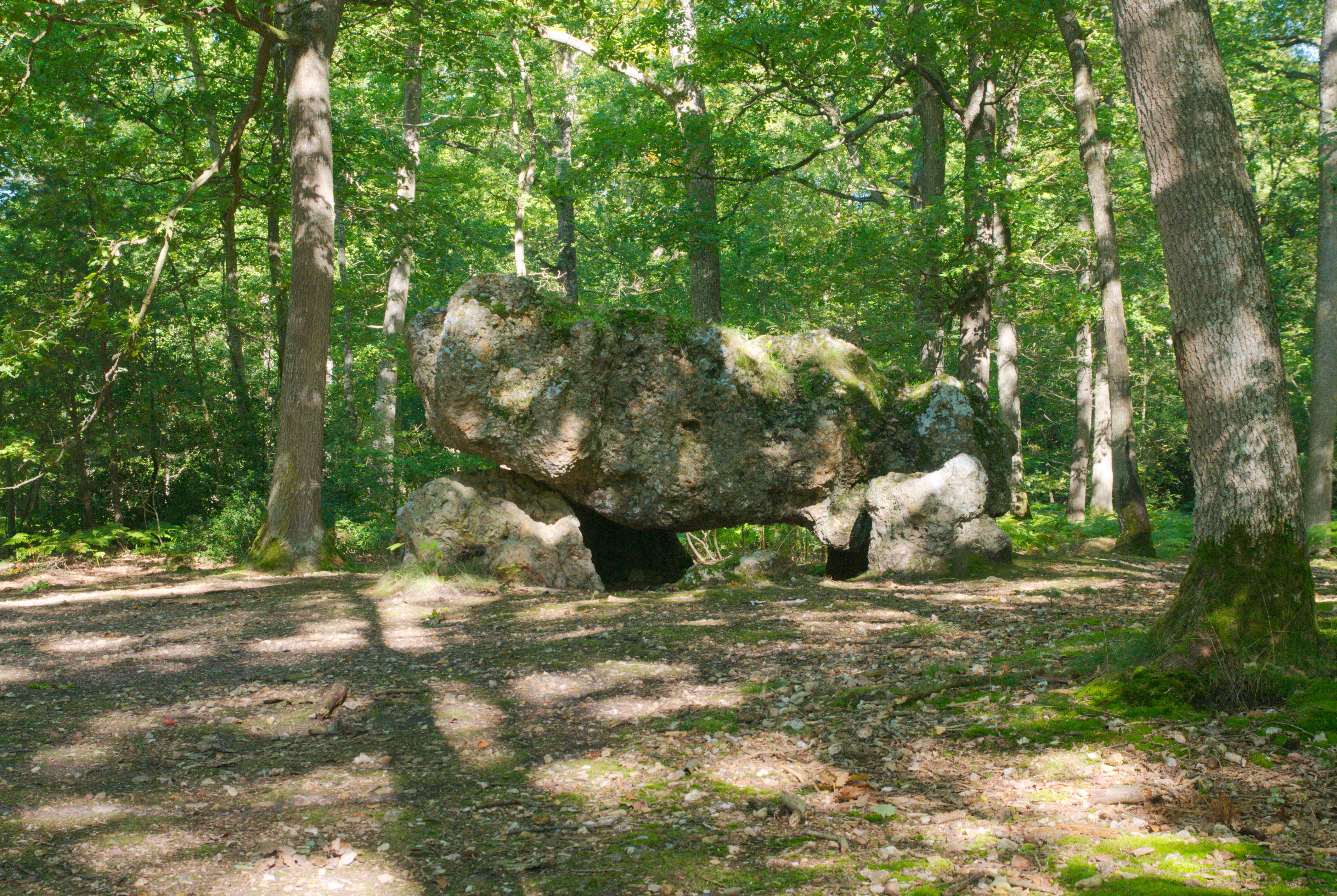
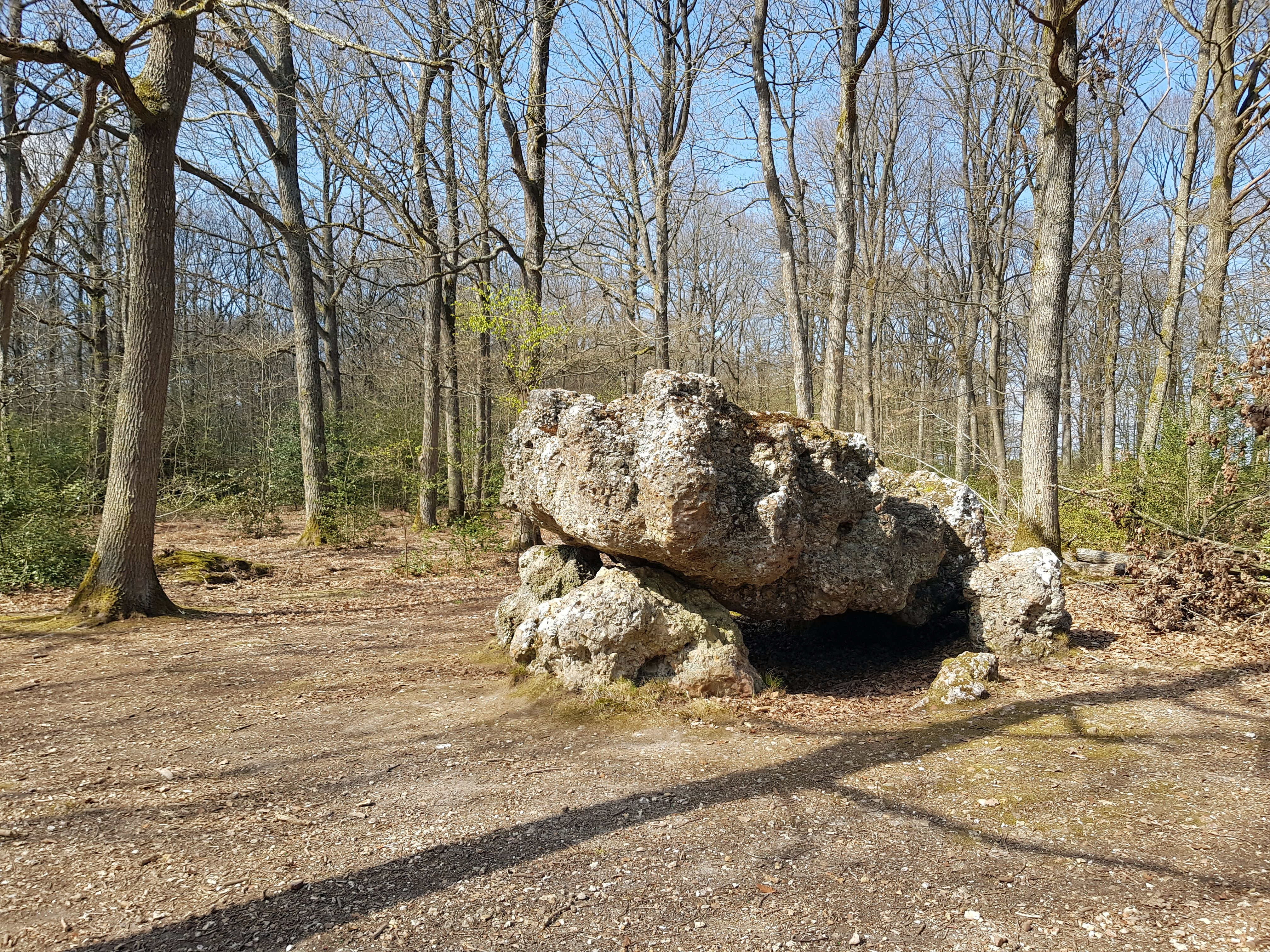
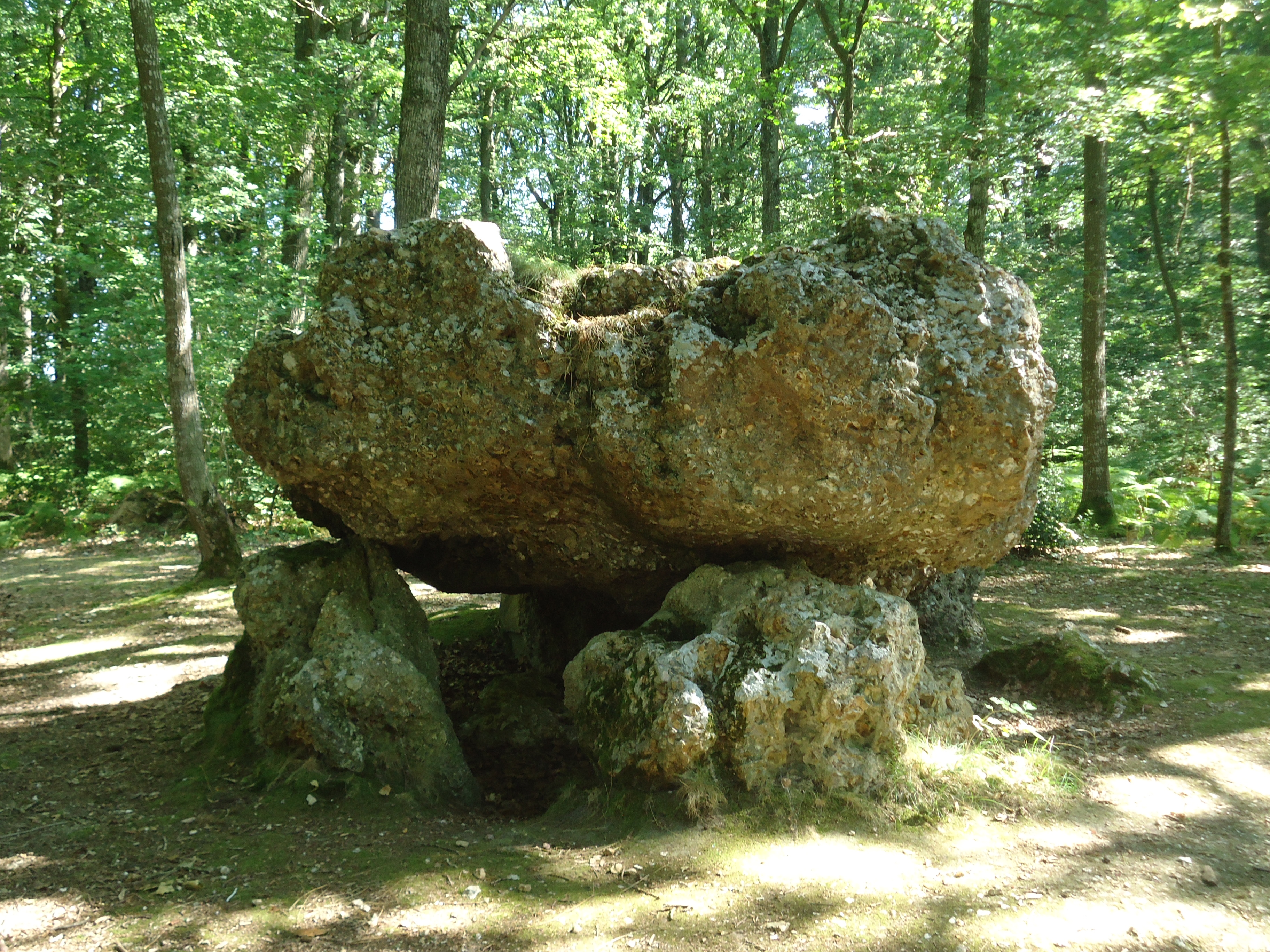